# Ритмика (музыка)
Ри́тмика (греч. rhythmikós — относящийся к ритму) — раздел теории музыки, описывающий ритм, законы его изменения.

## Классификация
Ипостаси ритма:
- ритмические пропорции,
  - Гемиола (синоним сесквиальтера)
- регулярность-нерегулярность,
- акцентность-безакцентность.